# Strutture superficiali di Europa
Segue un elenco delle liste delle strutture superficiali di Europa. La nomenclatura di Europa è regolata dall'Unione Astronomica Internazionale; le liste contengono solo formazioni esogeologiche ufficialmente riconosciute da tale istituzione.
Esistono inoltre due strutture di forma circolare che non hanno una precisa categorizzazione:
- Callanish
- Tyre